# Sites des Jeux olympiques et paralympiques d'hiver de 2026

## Sites de compétition
Les Jeux de Milan-Cortina auront quatre zones de compétition réparties entre la Lombardie,  la Vénétie et le Trentin-Haut-Adige. Le projet s'appuie sur 93 % de sites existants ou temporaires, notamment à Cortina d'Ampezzo où avaient été organisés les Jeux olympiques d'hiver de 1956. Le stade de biathlon d'Anterselva, les pistes de ski alpin Olimpia delle Tofane à Cortina et la piste du Stelvio à Bormio, les tremplins Giuseppe-Dal-Ben à Predazzo pour le saut à ski, la piste olympique Eugenio-Monti pour le bobsleigh, la luge et le skeleton, Val di Fiemme avec le Stade de fond de Lago di Tesero pour le ski nordique en général, ou le Mediolanum Forum de Milan notamment pour le patinage artistique ont tous déjà accueilli et accueillent encore des épreuves de Coupe du monde ou des championnats du monde dans les disciplines de neige et de glace.  

### Zone de Milan
- Stade San Siro – cérémonie d'ouverture
- Mediolanum Forum – patinage artistique, patinage de vitesse sur piste courte
- PalaItalia (Santa Giulia) – principale arène du hockey sur glace (à construire)
- PalaSharp – deuxième arène du hockey sur glace
- Piazza del Duomo - Place des médailles (Medal Plaza)

### Zone de la Valteline
- Bormio – ski alpin masculin sur la piste du Stelvio, ski-alpinisme
- Livigno – snowboard, ski acrobatique

### Zone de Cortina d'Ampezzo
- Olimpia delle Tofane, Cortina - ski alpin féminin
- Piste olympique Eugenio-Monti, Cortina – bobsleigh, luge et skeleton
- Stadio olimpico del ghiaccio, Cortina – curling
- Südtirol Arena d'Antholz, Anterselva– biathlon

### Zone du Val di Fiemme
- tremplins Giuseppe-Dal-Ben, Predazzo – saut à ski, combiné nordique
- stade de fond de Lago di Tesero, Tesero – ski de fond, combiné nordique
- patinoire de Baselga di Piné – patinage de vitesse (ovale à reconstruire)

### Zone de Vérone
- Arènes de Vérone – cérémonie de clôture